# Veolia

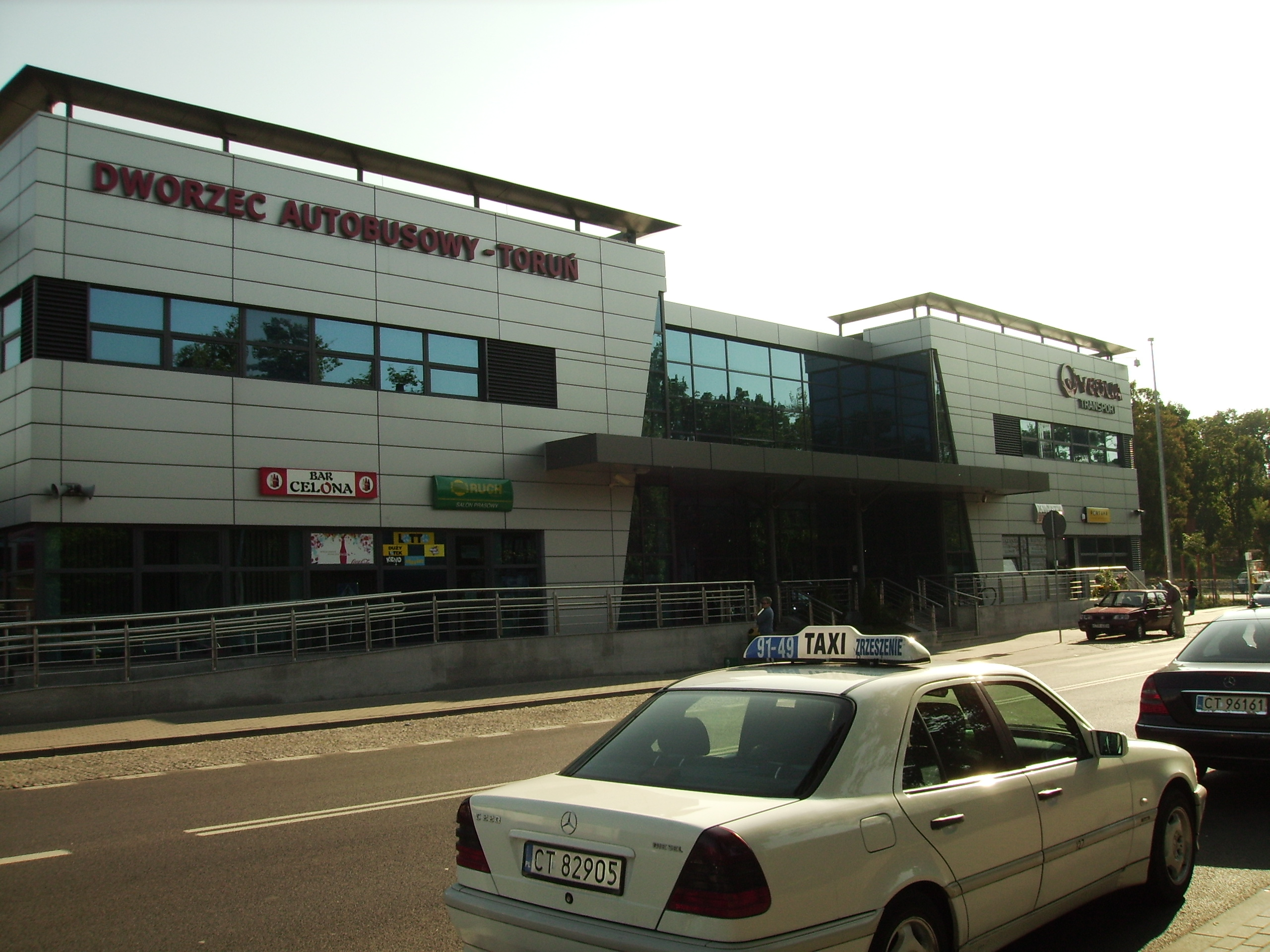
Zakład transportowy Veolia w Toruniu

Veolia (wcześniej Veolia Environnement, Vivendi Environnement) – międzynarodowa grupa działająca w sektorach wodno-ściekowym, energetycznym, gospodarki odpadami, a dawniej także transportu. W 2014 r. jej obrót wyniósł 23,8 mld € i zatrudniała 179 tys. pracowników na 5 kontynentach. Holding jest notowany na giełdzie w Paryżu.

## Historia
Początki spółki sięgają 1853 roku, kiedy to dekretem cesarskim została powołana spółka Compagnie générale des eaux (CGE), która zaopatrywała miasto Lyon w wodę.
Przez ponad 100 lat działalność Compagnie générale des eaux nie wykraczała poza gospodarkę wodną aż do 1976 r., kiedy to rozszerzyła swą aktywność na inne sektory, jak gospodarka odpadami, energetyka, transport oraz budownictwo.
W 1998 r. CGE zmieniła nazwę na Vivendi i od następnego roku rozpoczęła ograniczenie swej obecności do sektora mediów.
W 2000 roku utworzyła do prowadzenia działalności pozamedialnej spółkę Vivendi Environnement. Przez okres 2000–2003 spółka działała pod nazwą Vivendi Environnement. Od 2003 r. nazywała się Veolia Environnement. Od 2005 roku wszystkie działalności grupy zostały objęte jedną marką Veolia.